# مارکسهایم
مارکسهایم (به آلمانی: Marxheim) یک شهر در آلمان است که در دناو-ریس واقع شده‌است.